# Tom Harari
Pour les articles homonymes, voir Harari.
Tom Harari est un directeur de la photographie français.

## Biographie
Présenté en 2014 par France Culture comme un « chef opérateur de la nouvelle nouvelle génération du cinéma français », Tom Harari travaille à plusieurs reprises à partir des années 2000 avec des cinéastes : son frère Arthur Harari, sa belle-soeur Justine Triet, Katell Quillévéré et Virgil Vernier. 
Son frère Lucas Harari est illustrateur et auteur de bande dessinée.
Il a réalisé un court métrage, Dahu (2011).

## Filmographie

### Courts et moyens métrages
- 2005 : Des jours dans la rue d'Arthur Harari
- 2007 : La Main sur la gueule d'Arthur Harari
- 2007 : Roc et canyon de Sophie Letourneur
- 2008 : Les Vœux (Histoire de Colbrune et Bjorn) de Lucie Borleteau
- 2009 : L'Échappée de Katell Quillévéré
- 2011 : Un monde sans femmes de Guillaume Brac
- 2012 : Vilaine Fille, mauvais garçon de Justine Triet
- 2013 : Orléans de Virgil Vernier
- 2016 : Après de Wissam Charaf
- 2017 : Vitalium, Valentine ! de Jean-Charles Fitoussi

### Longs métrages
- 2010 : Un poison violent de Katell Quillévéré
- 2011 : No Comment - (à propos de Film Socialisme de Jean-Luc Godard) d'André S. Labarthe
- 2013 : Suzanne de Katell Quillévéré
- 2013 : La Bataille de Solférino de Justine Triet
- 2016 : Suite armoricaine de Pascale Breton
- 2016 : Diamant noir d'Arthur Harari
- 2016 : Réparer les vivants de Katell Quillévéré
- 2017 : Le lion est mort ce soir de Nobuhiro Suwa
- 2018 : Sophia Antipolis de Virgil Vernier
- 2020 : J'ai aimé vivre là de Régis Sauder
- 2021 : Onoda, 10 000 nuits dans la jungle d'Arthur Harari
- 2024 : La Mer au loin de Saïd Hamich

### Télévision
- 2023 : Le Monde de demain (mini-série télévisée) de Katell Quillévéré et Hélier Cisterne

## Distinctions
- Meilleure photographie pour Les Vœux de Lucie Borleteau à La Cabina International Medium-Length Film Festival 2009[3]
- Nomination pour le César de la meilleure photographie 2022 (pour Onoda, 10 000 nuits dans la jungle)[4]
- Nomination pour le Lumière de la meilleure image 2022 (pour Onoda, 10 000 nuits dans la jungle)[5]